# Kirk Gibson
Pour l’article homonyme, voir Gibson.
Kirk Harold Gibson (né le 28 mai 1957 à Pontiac, Michigan, États-Unis) est un ancien voltigeur ayant joué dans les Ligues majeures de baseball de 1979 à 1995. 
Gibson est célèbre pour son coup de circuit pour les Dodgers de Los Angeles dans le premier match de la Série mondiale 1988. Nommé joueur par excellence de la Ligue nationale en 1988, il est le seul joueur de l'histoire des majeures à avoir mérité cet honneur sans jamais avoir joué dans un match des étoiles.
De 2010 à 2014, Gibson est manager des Diamondbacks de l'Arizona. Il est élu gérant de l'année en 2011 dans la Ligue nationale.

## Carrière

### Tigers de Detroit

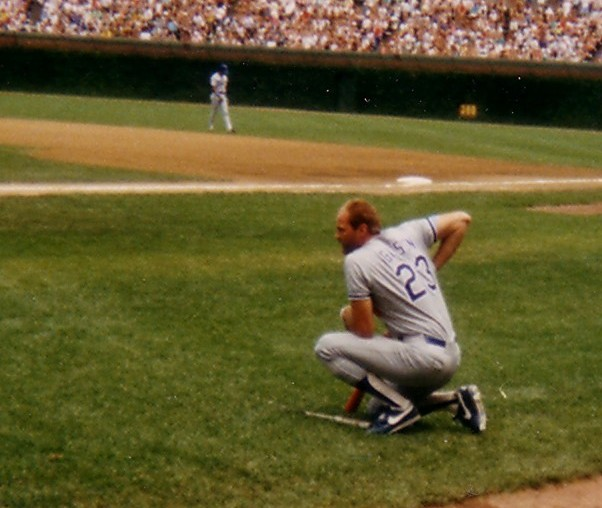
Kirk Gibson avec les Dodgers.

Kirk Gibson fait ses débuts à la fin de l'année 1979 avec les Tigers de Detroit, avec qui il se taille un poste de voltigeur de droite et devient un joueur régulier en 1983.
L'année suivante, il produit 91 points et aide les Tigers à remporter le championnat de la division Est de la Ligue américaine. Il offre de solides performances en séries éliminatoires. Sa moyenne au bâton de ,417 (5 coups sûrs en 12) lui vaut le titre de joueur par excellence de la Série de championnat. Il frappe pour ,333 et totalise  7 points produits en Série mondiale 1984, que les Tigers remportent.
En 1985, il produit un sommet en carrière de 97 points avec Detroit.

### Dodgers de Los Angeles
En 1988, après plusieurs années de collusion orchestrée par les propriétaires d'équipes du baseball majeur, Gibson se voit accorder par un arbitre le statut de joueur autonome. Il signe un contrat avec les Dodgers de Los Angeles, chez qui il patrouillera surtout le champ gauche. À sa première saison là-bas, il est élu joueur par excellence de la Ligue nationale et remporte une nouvelle Série mondiale. 

#### Série mondiale 1988
Blessé aux deux genoux et pouvant à peine courir, il apparaît comme frappeur suppléant à la fin du premier match de la finale contre les A's d'Oakland, le 15 octobre, et cogne un retentissant coup de circuit faisant gagner son équipe. Les images de Gibson claudiquant autour des sentiers après son exploit furent le point marquant de la série enlevée en 5 matchs par les Dodgers. Ce coup de circuit est largement cité comme l'un des moments les plus mémorables dans l'histoire du baseball,,.

### Dernières saisons et retour à Detroit
Gibson joue peu au cours des deux saisons suivantes. Après de brefs passages chez les Royals de Kansas City, avec qui il s'aligne en 1991, et chez les Pirates de Pittsburgh, pour qui il joue 16 parties en 1992, il retourne à Detroit pour trois saisons, y étant surtout utilisé comme frappeur désigné et complétant sa carrière de joueur.

## Instructeur et manager

### Débuts comme instructeur
Analyste pendant cinq ans pour les matchs des Tigers à la télévision (1998-2002), il se joint à l'équipe et devient l'un des adjoints du manager Alan Trammell, l'un de ses anciens coéquipiers à Detroit, en 2003. Il demeure dans l'organisation des Tigers pendant trois saisons.
De 2007 à 2010, il fait partie du personnel d'entraîneurs des Diamondbacks de l'Arizona. Il y rejoint son ancien coéquipier des Tigers, Bob Melvin, gérant des D-Backs de 2005 à 2009.

### Diamondbacks de l'Arizona
Le 1er juillet 2010, les D-Backs congédient leur manager A. J. Hinch et le remplacent par Kirk Gibson, qui est nommé sur une base intérimaire. Gibson fait ses débuts comme manager dans les majeures le lendemain, 2 juillet, alors que son équipe écrase les Dodgers 12-5 à domicile. Avec Gibson aux commandes en 2010, les D-Backs gagnent 34 matchs contre 49 défaites, une fiche à peu de chose près similaires à celle obtenue sous les ordres de Hinch, et complètent l'année avec 97 revers et une dernière place dans l'Ouest de la Nationale. Néanmoins, l'équipe d'Arizona décide de poursuivre son chemin avec Gibson comme gérant et lui accorde après la saison un pacte de deux ans. En octobre, Alan Trammell, ex-coéquipier de Gibson chez les Tigers et pour qui Gibson était instructeur de banc quelques années plus tôt à Détroit, devient instructeur de banc chez les Diamondbacks.
En 2011, il est un des adjoints choisis par Bruce Bochy, qui dirige l'équipe de la Ligue nationale au match des étoiles disputé le 13 juillet à Phoenix, le domicile des Diamondbacks. Gibson entraîne son équipe dans une course pour le championnat de la division Ouest en 2011 face aux champions en titre, les Giants de San Francisco, bien que peu d'observateurs accordaient des chances aux D-Backs à l'ouverture de la saison régulière. L'équipe remporte le titre avec une fiche victoires-défaites de 94-68 en saison régulière et 29 matchs gagnés de plus que la saison précédente. Le parcours en séries éliminatoires se termine par une défaite, trois matchs à deux, aux dépens des Brewers de Milwaukee en Séries de divisions de la Ligue nationale de baseball 2011 en octobre 2011. Sans surprise, Gibson est élu à sa première saison complète à la tête d'une équipe des majeures le manager de l'année de la Ligue nationale pour 2011, étant préféré à son homologue des Brewers de Milwaukee, Ron Roenicke, lors du vote tenu annuellement pour cette récompense.
Sous les ordres de Gibson, les Diamondbacks enchaînent deux saisons de 81 victoires et 81 défaites, en 2012 et 2013. De mauvaises décisions mènent à une pénible 2014, au congédiement du directeur gérant Kevin Towers, puis à celui de Gibson. Ce dernier est remercié par les Diamondbacks le 26 septembre 2014 alors que l'équipe, avec 63 victoires et 96 défaites, est la pire des 30 clubs des ligues majeures. Gibson ainsi que Towers sont critiqués, durant leurs derniers mois à l'emploi du club pour leur manque perçu d'esprit sportif et ce qu'un journaliste décrit comme une « politique institutionnelle » ordonnant aux lanceurs des Diamondbacks d'atteindre de lancers les frappeurs adverses,. Lorsque la vedette de l'équipe, Paul Goldschmidt, a la main gauche fracturée après avoir été accidentellement atteint par un tir d'Ernesto Frieri des Pirates de Pittsburgh, Arizona exerce, dans le plus récent d'une série d'incidents du même type, des représailles en visant à dessein la vedette des Pirates Andrew McCutchen.
Après le congédiement de Gibson, la franchise confie les rènes du club à Alan Trammell pour les 3 derniers matchs de la saison 2014 avant de se mettre à la recherche d'un nouveau gérant.
De 2010 à 2014, Arizona a remporté 353 parties et en a perdu 375 sous les ordres de Kirk Gibson, dont le pourcentage de victoires s'élève à ,485.

## Vie personnelle
Kirk Gibson et son épouse Joanne ont quatre enfants : Kirk, Kevin, Colleen et Cameron. Ce dernier, voltigeur à l'université d'État du Michigan, est sélectionné par les Tigers de Détroit au 5e tour du repêchage amateur en 2015.
En 2015, Kirk Gibson devient analyste lors de matchs de baseball télévisés sur la chaîne Fox Sports Detroit.
En avril 2015, Gibson, 57 ans, annonce qu'il a reçu un diagnostic de maladie de Parkinson.

## Honneurs et exploits
- Joueur par excellence de la Ligue nationale en 1988.
- A reçu un Bâton d'argent en 1988.
- Joueur par excellence de la Série de championnat de la Ligue américaine en 1984.
- Seul athlète élu joueur par excellence d'une saison n'ayant jamais été invité à un match d'étoiles.
- A gagné deux Séries mondiales : avec Detroit en 1984 et Los Angeles en 1988.
- Manager de l'année dans la Ligue nationale en 2011.